# Valdeco Vieira
Valdeco Vieira (Macapá, 8 de agosto de 1964), é um 
empresário e político brasileiro. Filiado ao PP, foi deputado estadual pelo estado do Amapá.

## Carreira política
Valdeco começou sua carreira política em 1998, ao ser candidato a deputado estadual pelo PSD, não sendo eleito. Ainda disputou o cargo de vereador em duas ocasiões (2000 e 2004), em ambas, não obteve êxito.
Em 2010, é eleito deputado estadual pelo PPS, com 4.991 votos. Em 2013, migrou-se para o PROS, juntamente com o deputado Doutor Jaci (também egresso do PPS). .
Nas eleições de 2014, obtém 4.938 votos, ficando como suplente. . Filiado ao Progressistas, em 2018, Valdeco termina a eleição com 1.977, não conseguindo se eleger. 